# Mediana (geometria)

Mediane e baricentro di un triangolo

In un triangolo, la mediana è un segmento che congiunge un vertice al punto medio del lato opposto.
La mediana di un parallelogramma è il segmento che congiunge i punti medi di due lati opposti.

## Proprietà
Alcune proprietà della mediana:
1 - Il triangolo viene diviso dalla mediana in due triangoli aventi la stessa superficie e tutte le altre rette che dividono il triangolo in due parti di uguale superficie passano per il baricentro.
2 - Le tre mediane di un triangolo si intersecano in un punto chiamato baricentro o centro di massa (primo lemma del teorema del baricentro, dimostrabile per esempio con il Teorema di Ceva).
3 - Ogni mediana giace per due terzi della propria lunghezza fra il vertice e il baricentro, mentre l'altro terzo si trova fra il baricentro e il punto medio del lato opposto (secondo lemma del teorema del baricentro).
La terza proprietà non è immediata. In riferimento alla figura sottostante, provo che {\displaystyle BG=2GB'}. Siano {\displaystyle D} ed {\displaystyle E} rispettivamente i punti medi dei segmenti {\displaystyle BG} e {\displaystyle CG}. Quindi {\displaystyle BD=DG} (1) e {\displaystyle CE=EG}. Applicando il Teorema di Talete al triangolo{\displaystyle ABC} tagliato dalla retta passante per {\displaystyle B'} e {\displaystyle C'} ho che
{\displaystyle B'C'={\frac {1}{2}}BC}.
Applicando il Teorema di Talete al triangolo {\displaystyle GBC} tagliato dalla retta passante per {\displaystyle D} ed {\displaystyle E} ho che
{\displaystyle DE={\frac {1}{2}}BC}.
Quindi {\displaystyle DEB'C'} è un parallelogramma. In un parallelogramma le diagonali si bisecano, quindi {\displaystyle DG=GB'} (2). Si conclude osservando che per (1) e (2) si ha {\displaystyle BG=BD+DG=2DG=2GB'}. Analogo ragionamento per le altre due mediane.

## Lunghezza delle mediane
La lunghezza della mediana può essere ottenuta grazie al teorema della mediana. Usando la notazione standard per gli elementi di un triangolo e con {\displaystyle m_{a}}, {\displaystyle m_{b}}, {\displaystyle m_{c}} le mediane uscenti rispettivamente dai vertici {\displaystyle A}, {\displaystyle B}, {\displaystyle C}, si ha che:
- {\displaystyle m_{a}={\frac {1}{2}}{\sqrt {2(b^{2}+c^{2})-a^{2}}}}
- {\displaystyle m_{b}={\frac {1}{2}}{\sqrt {2(a^{2}+c^{2})-b^{2}}}}
- {\displaystyle m_{c}={\frac {1}{2}}{\sqrt {2(a^{2}+b^{2})-c^{2}}}}

Dimostrazione:
Sia {\displaystyle A'} il punto medio del lato {\displaystyle BC}. Considero i triangoli {\displaystyle ABA'} e {\displaystyle AA'C}. Per la prima proprietà essi sono equivalenti, quindi hanno medesima area, cioè {\displaystyle ABA'=AA'C}. Calcolando l'area dei due triangoli applicando la Formula di Erone (conviene la seconda forma proposta) ottengo il primo enunciato. Ragionamento analogo per gli altri due.